# NGC 3643
NGC 3643 is een balkspiraalstelsel in het sterrenbeeld Leeuw. Het hemelobject werd op 22 maart 1865 ontdekt door de Duitse astronoom Albert Marth.

## Synoniemen
- MCG 1-29-36
- ZWG 39.136
- PGC 34802